# Montuni del Reno frizzante
Il Montuni del Reno frizzante è un vino DOC la cui produzione è consentita nelle province di Bologna e Modena.

## Caratteristiche organolettiche
- colore: giallo paglierino
- odore: gradevole, caratteristico, persistente
- sapore: asciutto o amabile, gradevole, fresco, sapido

## Produzione
Provincia, stagione, volume in ettolitri
- nessun dato disponibile